# Wilhelm von Engerth

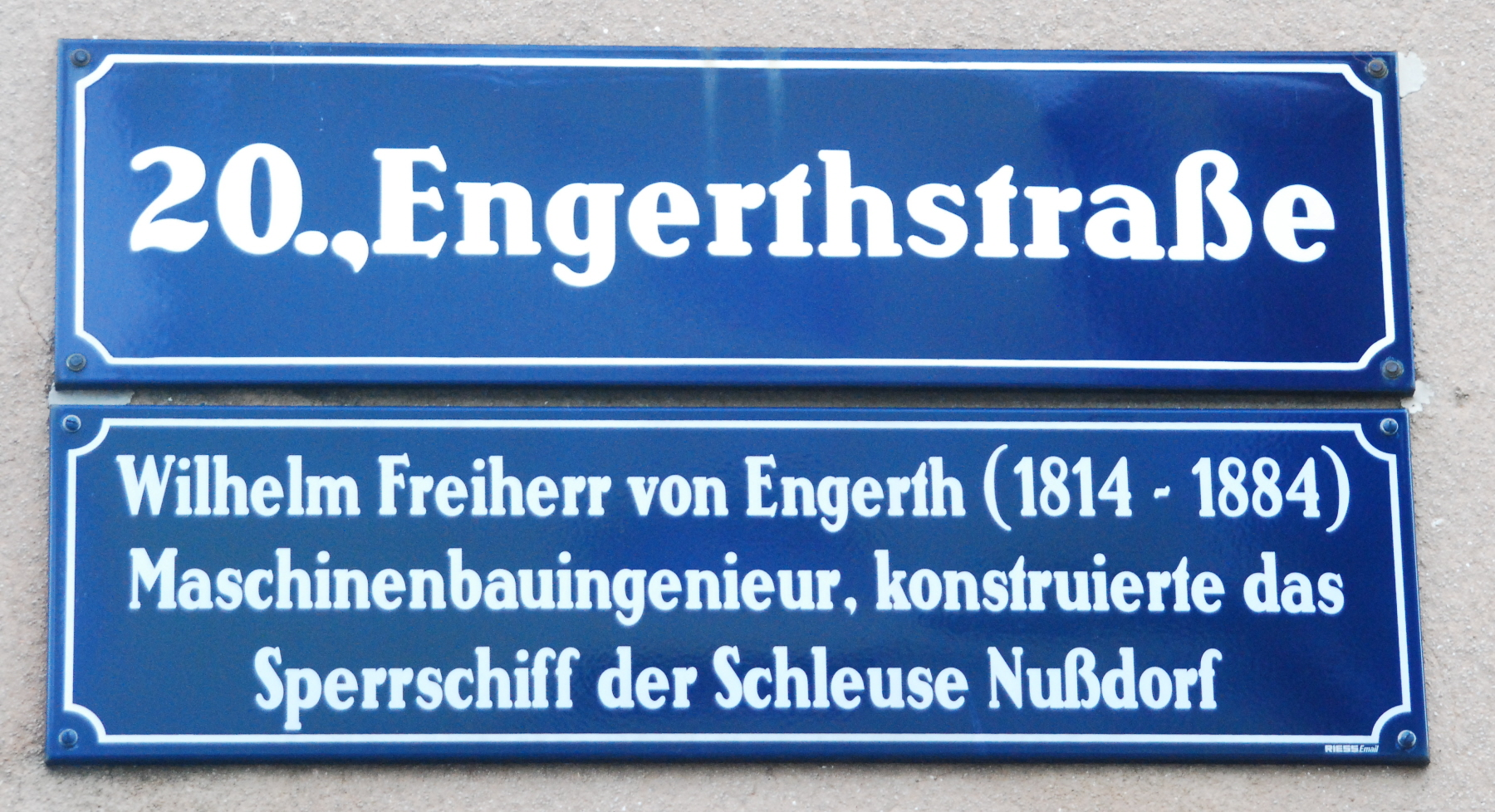
De Engerthstraße in Wenen.

Wilhelm Freiherr von Engerth (Pleß, 26 mei 1814 - Leesdorf, 4 september 1884) was een Oostenrijks architect, machine-ingenieur en hoogleraar. Hij was de eerste uitvinder van een praktische berglocomotief.

## Biografie
Wilhelm von Engerth studeerde vanaf 1834 architectuur in Wenen. Vervolgens studeerde hij werktuigbouwkunde en ging hij als architect aan de slag in Galicië, waar hij al snel tal van opdrachten kreeg. Hij keerde terug naar Wenen om zich te wijden aan werktuigbouwkunde en werd assistent in de mechanica aan het Polytechnisch Instituut in Wenen. Vervolgens werd hij er assistent-professor in de beschrijvende meetkunde. In 1844 werd hij professor in de mechanica en de werktuigbouwkunde aan het Joanneum in Graz.
In 1850 werd Engerth benoemd tot technisch adviseur van het directoraat-generaal van de spoorwegen. Later maakte hij de overstap naar de afdeling werktuigbouwkunde van het Oostenrijkse ministerie van Handel. In 1855 werd hij centraal directeur en later algemeen directeur van de Österreichisch-ungarische Staatseisenbahngesellschaft. In 1859 was hij lid van de douane- onderzoekscommissie, waarna hij de ambtenarij in 1860 verliet.
Engerth was tevens betrokken bij de Donauwerken in Wenen. Op de Wereldtentoonstelling van 1873 leidde hij als hoofdingenieur de bouw van de tentoonstellingshallen. Hij was ook een voorstander van de ondertunneling van de Arlberg. Voor de aanleg van de Semmeringspoorlijn ontwierp hij als 's werelds eerste sleeptenderlocomotief een berglocomotief.
In 1874 werd Engerth lid van het hogerhuis in de Rijksraad van Oostenrijk, waarna hij in 1875 werd verheven tot Freiherr. Hij stierf in Leesdorf op 4 september 1884. Zijn broer was de schilder Eduard von Engerth.
In Wenen werd een straat naar hem vernoemd, de Engerthstraße.
- Gemeinsame Normdatei: 127584145
- Système universitaire de documentation: 248234102
- Virtual International Authority File: 65033636
- WorldCat: E39PBJdCkFjxyBTrPHmygKymVC